# Liste des titres musicaux numéro un en Autriche en 2016
Cette page liste les titres numéro un dans les meilleures ventes de disques en Autriche pour l'année 2016.

## Classement des singles
| №  | Date         | Artiste                                   | Titre                                   | Référence |
| -- | ------------ | ----------------------------------------- | --------------------------------------- | --------- |
| 1  | 1er janvier  | Seiler und Speer                          | Ham kummst                              |           |
| 2  | 8 janvier    | Seiler und Speer                          | Ham kummst                              |           |
| 3  | 15 janvier   | Lukas Graham                              | 7 Years                                 |           |
| 4  | 22 janvier   | Lukas Graham                              | 7 Years                                 |           |
| 5  | 29 janvier   | Lukas Graham                              | 7 Years                                 |           |
| 6  | 5 février    | Alan Walker                               | Faded                                   |           |
| 7  | 12 février   | Alan Walker                               | Faded                                   |           |
| 8  | 19 février   | Alan Walker                               | Faded                                   |           |
| 9  | 26 février   | Alan Walker                               | Faded                                   |           |
| 10 | 4 mars       | Alan Walker                               | Faded                                   |           |
| 11 | 11 mars      | Alan Walker                               | Faded                                   |           |
| 12 | 18 mars      | Alan Walker                               | Faded                                   |           |
| 13 | 25 mars      | Alan Walker                               | Faded                                   |           |
| 14 | 1er avril    | Alan Walker                               | Faded                                   |           |
| 15 | 8 avril      | Alan Walker                               | Faded                                   |           |
| 16 | 15 avril     | Alan Walker                               | Faded                                   |           |
| 17 | 22 avril     | Alan Walker                               | Faded                                   |           |
| 18 | 29 avril     | Sia feat. Sean Paul                       | Cheap Thrills                           |           |
| 19 | 6 mai        | Sia feat. Sean Paul                       | Cheap Thrills                           |           |
| 20 | 13 mai       | Sia feat. Sean Paul                       | Cheap Thrills                           |           |
| 21 | 20 mai       | Sia feat. Sean Paul                       | Cheap Thrills                           |           |
| 22 | 27 mai       | Disturbed                                 | The Sound of Silence                    |           |
| 23 | 3 juin       | Disturbed                                 | The Sound of Silence                    |           |
| 24 | 10 juin      | Disturbed                                 | The Sound of Silence                    |           |
| 25 | 17 juin      | Disturbed                                 | The Sound of Silence                    |           |
| 26 | 24 juin      | Disturbed                                 | The Sound of Silence                    |           |
| 27 | 1er juillet  | Disturbed                                 | The Sound of Silence                    |           |
| 28 | 8 juillet    | Disturbed                                 | The Sound of Silence                    |           |
| 29 | 15 juillet   | Imany                                     | Don't Be So Shy (Filatov & Karas Remix) |           |
| 30 | 22 juillet   | Imany                                     | Don't Be So Shy (Filatov & Karas Remix) |           |
| 31 | 29 juillet   | Imany                                     | Don't Be So Shy (Filatov & Karas Remix) |           |
| 32 | 5 août       | Imany                                     | Don't Be So Shy (Filatov & Karas Remix) |           |
| 33 | 12 août      | Imany                                     | Don't Be So Shy (Filatov & Karas Remix) |           |
| 34 | 19 août      | Imany                                     | Don't Be So Shy (Filatov & Karas Remix) |           |
| 35 | 26 août      | Imany                                     | Don't Be So Shy (Filatov & Karas Remix) |           |
| 36 | 2 septembre  | Imany                                     | Don't Be So Shy (Filatov & Karas Remix) |           |
| 37 | 9 septembre  | Imany                                     | Don't Be So Shy (Filatov & Karas Remix) |           |
| 38 | 16 septembre | Sportfreunde Stiller                      | Das Geschenk                            |           |
| 39 | 23 septembre | Pizzera & Jaus                            | Jedermann                               |           |
| 40 | 30 septembre | Pizzera & Jaus                            | Jedermann                               |           |
| 41 | 7 octobre    | Rag'n'Bone Man                            | Human                                   |           |
| 42 | 14 octobre   | Rag'n'Bone Man                            | Human                                   |           |
| 43 | 21 octobre   | Rag'n'Bone Man                            | Human                                   |           |
| 44 | 28 octobre   | Rag'n'Bone Man                            | Human                                   |           |
| 45 | 4 novembre   | Rag'n'Bone Man                            | Human                                   |           |
| 46 | 11 novembre  | Rag'n'Bone Man                            | Human                                   |           |
| 47 | 18 novembre  | Rag'n'Bone Man                            | Human                                   |           |
| 48 | 25 novembre  | Rag'n'Bone Man                            | Human                                   |           |
| 49 | 2 décembre   | Rag'n'Bone Man                            | Human                                   |           |
| 50 | 9 décembre   | Clean Bandit feat. Sean Paul & Anne-Marie | Rockabye                                |           |
| 51 | 16 décembre  | Clean Bandit feat. Sean Paul & Anne-Marie | Rockabye                                |           |
| 52 | 23 décembre  | Clean Bandit feat. Sean Paul & Anne-Marie | Rockabye                                |           |

## Classement des albums
| №  | Date         | Artiste                                                      | Titre                        | Référence |
| -- | ------------ | ------------------------------------------------------------ | ---------------------------- | --------- |
| 1  | 1er janvier  | Helene Fischer & the Royal Philharmonic Orchestra            | Weihnachten                  |           |
| 2  | 8 janvier    | Helene Fischer & the Royal Philharmonic Orchestra            | Weihnachten                  |           |
| 3  | 15 janvier   | Seiler und Speer                                             | Ham kummst                   |           |
| 4  | 22 janvier   | Orchestre philharmonique de Vienne Direction: Mariss Jansons | Neujahrskonzert 2016         |           |
| 5  | 29 janvier   | David Bowie                                                  | Blackstar                    |           |
| 6  | 5 février    | Seiler und Speer                                             | Ham kummst                   |           |
| 7  | 12 février   | Seiler und Speer                                             | Ham kummst                   |           |
| 8  | 19 février   | Seiler und Speer                                             | Ham kummst                   |           |
| 9  | 26 février   | Seiler und Speer                                             | Ham kummst                   |           |
| 10 | 4 mars       | Fantasy                                                      | Freudensprünge               |           |
| 11 | 11 mars      | Fantasy                                                      | Freudensprünge               |           |
| 12 | 18 mars      | Seiler und Speer                                             | Ham kummst                   |           |
| 13 | 25 mars      | Bande originale                                              | Violetta: En Gira            |           |
| 14 | 1er avril    | AnnenMayKantereit                                            | Alles nix Konkretes          |           |
| 15 | 8 avril      | Amon Amarth                                                  | Jomsviking                   |           |
| 16 | 15 avril     | Xavier Naidoo                                                | Nicht von dieser Welt 2      |           |
| 17 | 22 avril     | Andrea Berg                                                  | Seelenbeben                  |           |
| 18 | 29 avril     | Nockalm Quintett                                             | Wonach sieht's denn aus?     |           |
| 19 | 6 mai        | Christina Stürmer                                            | Seite an Seite               |           |
| 20 | 13 mai       | Seer                                                         | 20 Jahre – Nur das Beste!    |           |
| 21 | 20 mai       | Andrea Berg                                                  | Seelenbeben                  |           |
| 22 | 27 mai       | Nazar                                                        | Irreversibel                 |           |
| 23 | 3 juin       | Bob Dylan                                                    | Fallen Angels                |           |
| 24 | 10 juin      | Farid Bang                                                   | Blut                         |           |
| 25 | 17 juin      | Volbeat                                                      | Seal the Deal & Let's Boogie |           |
| 26 | 24 juin      | Volbeat                                                      | Seal the Deal & Let's Boogie |           |
| 27 | 1er juillet  | Red Hot Chili Peppers                                        | The Getaway                  |           |
| 28 | 8 juillet    | Volbeat                                                      | Seal the Deal & Let's Boogie |           |
| 29 | 15 juillet   | Calimeros                                                    | Schiff ahoi                  |           |
| 30 | 22 juillet   | Nik P.                                                       | Da oben #16                  |           |
| 31 | 29 juillet   | Nik P.                                                       | Da oben #16                  |           |
| 32 | 5 août       | Die Amigos                                                   | Wie ein Feuerwerk            |           |
| 33 | 12 août      | Billy Talent                                                 | Afraid of Heights            |           |
| 34 | 19 août      | Die Amigos                                                   | Wie ein Feuerwerk            |           |
| 35 | 26 août      | Coup (Haftbefehl & Xatar)                                    | Der Holland Job              |           |
| 36 | 2 septembre  | Die Lochis                                                   | #Zwilling                    |           |
| 37 | 9 septembre  | Beginner                                                     | Advanced Chemistry           |           |
| 38 | 16 septembre | Fler                                                         | Vibe                         |           |
| 39 | 23 septembre | Dame                                                         | Strassenmusikant             |           |
| 40 | 30 septembre | Kastelruther Spatzen                                         | Die Sonne scheint für alle   |           |
| 41 | 7 octobre    | Shawn Mendes                                                 | Illuminate                   |           |
| 42 | 14 octobre   | Voodoo Jürgens                                               | Ansa Woar                    |           |
| 43 | 21 octobre   | Rainhard Fendrich                                            | Schwarzoderweiss             |           |
| 44 | 28 octobre   | Kings of Leon                                                | Walls                        |           |
| 45 | 4 novembre   | Leonard Cohen                                                | You Want It Darker           |           |
| 46 | 11 novembre  | Böhse Onkelz                                                 | Memento                      |           |
| 47 | 18 novembre  | Bon Jovi                                                     | This House Is Not for Sale   |           |
| 48 | 25 novembre  | Shindy                                                       | Dreams                       |           |
| 49 | 2 décembre   | Metallica                                                    | Hardwired… to Self-Destruct  |           |
| 50 | 9 décembre   | Andreas Gabalier                                             | MTV Unplugged                |           |
| 51 | 16 décembre  | The Rolling Stones                                           | Blue & Lonesome              |           |
| 52 | 23 décembre  | Kollegah                                                     | Imperator                    |           |

## Hit-Parade de l'année
| Singles | Albums |
| --- | --- |
| 1. Alan Walker – Faded 2. Sia feat. Sean Paul – Cheap Thrills 3. Disturbed – The Sound of Silence 4. Stereoact (de) feat. Kerstin Ott – Die immer lacht 5. Twenty One Pilots – Stressed Out 6. Imany – Don't Be So Shy (Filatov & Karas Remix) 7. The Chainsmokers feat. Daya – Don’t Let Me Down 8. Justin Timberlake – Can't Stop the Feeling! 9. Kungs vs. Cookin' on 3 Burners – This Girl 10. Drake feat. Wizkid & Kyla – One Dance | 1. Seiler und Speer – Ham kummst 2. Andrea Berg – Seelenbeben 3. Volbeat – Seal the Deal and Let's Boogie 4. Orchestre philharmonique de Vienne - Neujahrskonzert 2016 5. Helene Fischer – Weihnachten 6. David Bowie - Blackstar 7. Leonard Cohen - You Want It Darker 8. Seer - 20 Jahre – Nur das Beste! 9. Metallica – Hardwired… to Self-Destruct 10. Andreas Gabalier - MTV Unplugged |